# 組み手 (柔道)
組み手（くみて）とは柔道で立技の攻防の際に相手の道着の掴み方、あるいはそれに関わる技術である。相手より有利な組み手になろうと攻防することを組み手争いという。
相撲においても、互いに組み合わせる腕の位置、四つ相撲の右四つ、左四つなどの型のことを指す。
他の語法としては、沖縄（琉球）由来の空手（手、唐手）や沖縄古武術においての「組手」というと、日本由来の伝統的な柔術や柔道における乱取り(乱捕り、自由乱取り)に相当する、二人で相対して行う自由攻防(組手 (空手))のことを指す。

## 概要
柔道のルールでは立技で標準的な組み手として、「左手で相手の右側の上衣の帯よりも上部を、右手で相手の左側の上衣の帯より上部を握ること」とされており、それ以外の部分を握ることは反則とされるか、時間制限（5秒以内）が課せられる。
この握り方の中でも、利き手で相手の襟（釣り手）を、反対の手で袖（引き手）を握る組み手が最も基本的な組み手とされる。
右利きの選手がこのように組むことを右組（みぎくみ）、左利きの選手の場合は左組（ひだりくみ）という。
多くの技が、この組み手から繰り出されることを前提にされている。
また、対戦相手の組み方が右組か左組かによっても組み手が変わるため、両者の組み手まで含めた場合は相四つ（あいよつ）、ケンカ四つ(けんかよつ)などと呼ぶ。

### 道着の位置
道着（柔道着）の位置を覚えておくと技を掛ける時に非常にわかりやすい。
襟
- 前襟：胸の辺り。
- 中襟：横襟とも言う。肩（鎖骨）の辺り。
- 奥襟：後襟。すなわち、首の後ろ。（変則的な組み手の一覧にも参照。）

袖
- 前袖：手首の辺り。
- 中袖：横袖とも言う。肘の辺り。
- 奥袖：肩（三角筋）の辺り。

基本は、この6ヶ所を基準に掴むが、脇も襟もしくは、袖とみなされるため時間制限は無い。

### 相四つ
右組み対右組み、または、左組み対左組みのお互い同じ組み手での組み方。
足の並びが対戦相手と平行になる。
引き手から取りに行き、引き手の方向に動きながら圧力をかけるのがよいとされる。

### ケンカ四つ
右組み対左組み、または、左組み対右組みの逆の組み手での組み方。
足の並びがハの字になる。
釣り手から取りに行き、釣り手の方向に動きながら圧力をかけるのがよいとされる。

## 変則的な組み手

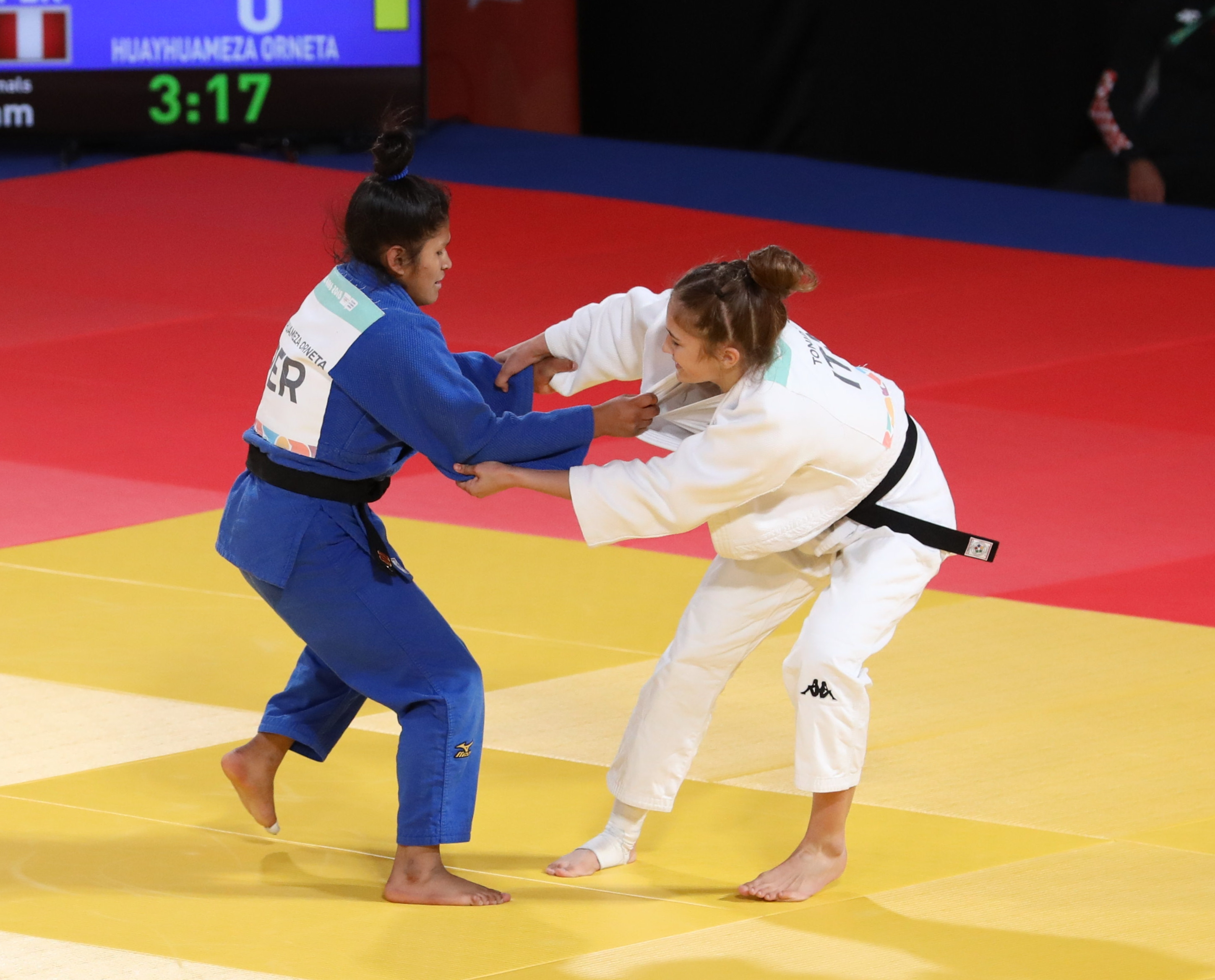
直ちに攻撃しないと指導となる変則組手の一つ青による片襟

実戦の中では標準的な右組･左組以外の組み手も見られる。
その一例を以下に挙げる。
一部のものは、上記の標準的な組み手と異なるため、時間制限があり、技をかけずに制限時間を越えると反則となる。
両襟
両手で相手の襟を掴む。
時間制限なし。
両袖
両手で相手の両方の袖を掴む。
時間制限なし。
奥襟
引き手が相手の袖、釣り手が首の後の襟を掴むもの。
一般的なルールでは時間制限なし。
少年規定では技を仕掛ける前の1、2秒程度のみ認められる。
片襟
引き手が相手の袖、釣り手が引手側の襟を掴むもの。
もしくは、片手または、両手で片方の襟を掴むもの。
時間制限あり（5秒以内）。別名ワンサイド・グリップ。
片袖
片手または、両手で相手の片方の袖を掴む。
時間制限あり（5秒以内）。
帯をつかむ
時間制限有り（5秒以内）。
クロスグリップ
相手の肩・もしくは腕越しに背中を掴む。
掴んだら、一気に技の体勢に（ただちに攻撃に入らなければ）ならない。
ピストルグリップ
相手の袖口を絞って、親指と四指の間で持つ。
掴んだら、一気に技の体勢に（ただちに攻撃に入らなければ）ならない。
ポケットグリップ
袖口･裾口を袋取りで握る。
掴んだら、一気に技の体勢に（ただちに攻撃に入らなければ）ならない。
手首握り
相手の手首を握る。
掴んだら、一気に技の体勢に（ただちに攻撃に入らなければ）ならない。
手四つ
相手と指を組み合わす。相手と掌を合わす。
一気に技の体勢に（ただちに攻撃に入らなければ）ならない。
レッグエンタングレメントポジション
脚を相手の脚に絡める、掛ける。
一気に技の体勢に（ただちに攻撃に入らなければ）ならない。
足を外に出す
片足または両足を場外に出して組む。
ただちに攻撃に入るか場内に戻らなければならない。
ベンディングポジション
両手でつかまれているとき背を曲げた防御姿勢
ただちに攻撃に入なければならない。

## 反則となる組み手での行為
引っ張って自らや相手の上衣の裾を帯から外す（指導）。
両手で相手の握りをはずす（指導）。
脚や膝で相手の握りをはずす（指導）。
自らの襟を手で隠す（指導）。
相手の上衣を掴んでいない状態からのいきなりのベアハッグ(指導)。

### 脚掴みの禁止
脚掴み (Leg grabbing)  （相手の脚や下穿きを掴む行為）は国際ルールでは2009年10月から禁止となった。
これにより、この組手から繰り出される脚を持って掴む技（禁止を機に「タックル技」と日本では呼ぶこともある）の使用は大きく制限されることになった。あてはまる投技は手技の、双手刈、掬投、肩車、朽木倒、踵返の脚を掴む技などである。ただし、肩車は脚を掴まない技術も開発されており、こちらの技術の投げ方の方が主流となっている。
例えば、ルール改正前の1999年にバーミンガムで開催された世界柔道選手権大会で、カゼム・サリハニが瀧本誠を倒した時に見せた、イランレスリングの技の一つである、ギャヴァーレを応用した小内刈の様に、技を掛けた後に引き倒したりする場合や技を掛けている途中に脚を掴むものや、木村政彦が考案した、一本背負投のバリエーションで、技を掛ける際に釣り手で相手の膝へ外無双（すなわち、腕で脚を払うか、腕を脚にあてて支点にする）を掛けるというものも禁止となっている。
また、右手で相手の左袖を持ちながら右肘で相手の左脚を掬う技などの上衣を持った手、腕で同時に脚をとる技は反則とはならない。
このルール変更の経緯としては、これらの技を使ってヨーロッパのジュニアの試合でレスリングのように腰を引き、頭を低く構え脚を取り合うような試合展開が多発した（ヨーロッパではレスリング出身の外国人選手が多用する傾向があった）。この状況を「柔道の本質から外れる」と国際柔道連盟 (IJF) は憂いた。一方で武術研究家の甲野善紀はこのような背を曲げる姿勢は古流柔術、剣術など日本古来の武術でも主流派で、講道館や剣道の背を曲げないのを良とするのは明治期ごろに流行ったドイツの健康法などの影響ではないかと述べている。
IJFは2009年10月から脚をとる組み手を制限し、連絡技・連続技・返し技に絡めずに、いきなりこれらの技を使うことを反則とした。寝姿勢の場合はこのような脚掴みの制限はない。一度目は指導。二度目は反則負けとした。2010年1月からこの反則は一度目で反則負けとなることに。また、のちに立ち姿勢の場合はいきなりでなくても反則となった。
2015年までに帯より下の帯に入った上衣の裾掴みも脚掴みに含まれ反則負けに。
2017年、一度目は指導、二度目は反則負けに戻る。2018年、指導に変更される。また、裾と一緒に帯も掴んでいる場合は脚掴みとはならない。2019年までに国際規定において、帯と一緒に裾を掴むことは脚掴みにならず許されることに。
なお、これらの脚掴みの禁止扱いは国際柔道連盟柔道試合審判規定の試合においてであり、講道館柔道試合審判規定による試合・乱取りにおいては2009年以降から2022年現在も、禁止技にはなっておらず2008年以前と同様に使用可能。
一方、2025年の全日本柔道選手権大会では脚掴みルールの復活が発表された。